# Peč (ozvezdje)
Peč (Fornax, IPA:/ˈfɔːrnæks/) je ozvezdje, ki leži vedno nizko nad južnim obzorjem. Najboljše vodilo do tega jesenskega ozjezdja je vijugasta linija zvezd Eridana, ki ga obdaja. Poimenoval ga je francoski astronom Nicolas-Louis de Lacaille leta 1756. Spada med 88 sodobnih ozvezdij.
Tri najsvetlejše zvezde so Alfa, Beta in Ni Peči. Tvorijo trikotnik, usmerjen proti jugu. Alfa Peči je z magnitudo 3,91 najsvetlejša zvezda. V ozvezdju je tudi šest zvezd s planeti.

## Zgodovina
Francoski astronom Nicolas-Louis de Lacaille je prvi opisal ozvezdje kot kemično peč (Fourneau Chymique) z alembikom in zbiralom, preden je ime okrajšal v le Fourneau, po tem, ko je med dvoletnim bivanjem na Rtu Dobrega upanja zabeležil kar 10.000 južnih zvezd. Sestavil je 14 novih ozvezdij, ki iz Evrope niso vidna, saj se nahajajo preveč južno (na južni nebesni polobli). Vsa razen enega (Miza) so bila poimenovana v čast orodij obdobja razsvetljenstva. Lacaille je ime ozvezdja latiniziral leta 1763 kot Fornax Chimiae.

## Značilnosti
Ozvezdje Eridan meji na Peč na vzhodu, severu in jugu, Kit, Kipar in Feniks pa na severu, zahodu in jugu v tem vrstnem redu. Pokriva območje 397,5 kvadratnih stopinj (0,964% nočnega neba), s čimer se med 88 ozvezdji po velikosti uvršča na 41. mesto. Tričrkovna oznaka za ozvezdje je "For". Leta 1922 jo je določila Mednarodna astronomska zveza. Uradne meje ozvezdja je leta 1930 določil Eugène Delporte. Gre za osemkotnik (glej infopolje zgoraj). V ekvatorskem koordinatnem sistemu ležijo koordinate rektascenzije teh meja med 01h 45m 24.18s in 03h 50m 21.34s, deklinacija pa je med -23.76° in -39.58°. Celotno ozvezdje vidijo opazovalci južno od geografske širine 50°N.
V kitajski astronomiji so zvezde Peči del asterizma Zahodni beli tiger (西方白虎, Xī Fāng Bái Hǔ).

### Zvezde
Lacaille je poimenoval 27 zvezd z imeni od alfa do omega, dve je poimenoval gama, eta, jota in lambda, tri pa hi. Kasneje so zvezde temu seznamu še dodali ali pa jih iz njega odstranili. Vsega skupaj je v ozvezdju 59 zvezd z magnitudo nad 6,5. Nobena zvezda pa ni svetlejša od magnitude 4.
Tri najsvetlejše zvezde so:
- α Peči (dvojna zvezda, magnituda 4,0 46,4 svetlobna leta; A: podorjakinja razred F8IV)
- β Peči (magnituda 4,46, orjakinja tipa G, razred G8 III)
- ν Peči (modra orjakinja, razred B9,5III, magnituda 4,69, 371 svetlobnih let)

Vsaj šest zvezdnih sistemov v Peči ima planete. Med njimi so Lambda2 Peči, HD 20868, WASP-72, HD 20781 in HD 20782.

### Objekti globokega neba
- NGC 1049 (kroglasta zvezdna kopica, oddaljena 500.000 svetlobnih let v galaksiji Fornax Dwarf)
- NGC 1360 (planetarna meglica z magnitudo 9,0, oddaljena 978 svetlobnih let, petkrat večja od slavne Obročaste meglice v Liri)
- Galaksija Fornax Dwarf (del lokalne skupine, oddaljena 500.000 svetlobnih let)
- NGC 1097 (spiralna galaksija s prečko, magnituda 9, oddaljena 60 milijonov svetlobnih let, v središču supermasivna črna luknja)
- NGC 1365 (spiralna galaksija s prečko, oddaljena 60 milijonov svetlobnih let, aktivno galaktično jedro s supermasivno črno luknjo v središču)
- Fornax A oz. NGC 1316 (aktivna radio galaksija v jati Peč, zaradi visoke pojavnosti supernov tipa Ia so jo uporabili pri določanju velikosti vesolja)
- Peč je tarča več raziskav v najgloblje vesolje, npr. Hubble Ultra Deep Field.